# Joviano de Lima Júnior
Joviano de Lima Júnior SSS (* 23. April 1942 in Uberaba, Minas Gerais, Brasilien; † 21. Juni 2012 in Ribeirão Preto, Bundesstaat São Paulo) war ein brasilianischer Ordensgeistlicher und römisch-katholischer Erzbischof von Ribeirão Preto.

## Leben
Joviano de Lima Júnior trat 1964 der Ordensgemeinschaft der Eucharistiner bei und studierte Philosophie am Padre Machado-Studienzentrum (Centro de Estudos Padre Machado) in Belo Horizonte. Nach seiner Profess 1964 studierte er Katholische Theologie am Instituto de Filosofia e Teologia Paulo VI. in São Paulo, Philosophie an der Universidade de Mogi das Cruzes und Sozialwissenschaften an der Faculdade Medianeira sowie Liturgiewissenschaften am Päpstlichen Athenaeum Sant’Anselmo in Rom. Er empfing am 8. Dezember 1969 in Uberaba die Priesterweihe.
Er war Pfarrer in Uberaba und mehreren anderen Städten in Brasilien (Bistum Santo André, Erzbistum São Paulo) und im Ausland (Dublin, Cleveland und New York City). Zehn Jahre lang war er für seinen Orden in Asien (Vietnam, Indien, Sri Lanka, Philippinen) und Afrika tätig. Er war Pfarrer von St. Iphigenie in São Paulo, Novizenmeister und Superior seines Ordens sowie Professor an der Pontifícia Faculdade de Teologia Nossa Senhora da Assunção in São Paulo. Von 1987 bis 1993 war er in der Ordensleistung der Eucharistiner tätig. Von 1993 bis 1995 war er Generalvikar des Bistums São Carlos.
Papst Johannes Paul II. ernannte ihn am 25. Februar 1995 zum Bischof von São Carlos. Als Wahlspruch wählte er DEUS ESTÁ CONOSCO (Jes 41,10 ). Die Bischofsweihe spendete ihm Kurienerzbischof Geraldo Majella Agnelo am 27. Dezember desselben Jahres; Mitkonsekratoren waren Constantino Amstalden, emeritierter Bischof von São Carlos, und Benedito de Ulhôa Vieira, Erzbischof von Uberaba.
Am 5. April 2006 ernannte ihn Papst Benedikt XVI. zum Erzbischof von Ribeirão Preto.
Joviano de Lima Júnior nahm wichtige Ämter in der Brasilianischen Bischofskonferenz wahr, wie Delegierter des Päpstlichen Komitees für die Eucharistischen Kongresse (2003–2009), Präsident der Kommission für die Pastoralliturgie (2007–2011) und Vorsitzender der Kommission für liturgische Texte (2007–2011). Er war Kaplan des Säkularinstituts Servitium Christi.
Er schrieb mehrere Bücher über Liturgie und war für verschiedene Zeitschriften und Magazine in Brasilien, Italien und USA tätig.

## Schriften
- A eucaristia que celebramos. Explicação popular da missa. Paulinas, Sao Paulo 1995, ISBN 972-30-0677-4.
- Evangelização, catequese e liturgia. Paulinas, Sao Paulo 1992, ISBN 85-05-01313-1.